# Castell de Fürstenried
El Castell de Fürstenried és una construcció barroca de la Casa reial de Baviera construïda al llarg del segle xviii com a residència d'estiu.
El castell es trobà localitzat al sud-est de la capital bavaresa, Múnic, i fou aixecat per ordre de l'elector Maximilià II Manuel de Baviera sota la supervisió de l'arquitecte Joseph Effner durant el bienni de 1715 a 1717.
El palau és un magnífic exemple de l'arquitectura barroca alemanya del segle xviii. Des de l'any 1875 fou la residència del rei Otó I de Baviera. El palau es convertí en un sanatori particular del rei bavarès afectat de greus trastorns mentals.
Des de l'any 1925 la construcció alberga la Catholic Retreat Hostel.